# 錫皮韋斯克湖
錫皮韋斯克湖（英語：Sipiwesk Lake）是加拿大的湖泊，面積346平方公里，集水區面積1,010平方公里，海拔高度183米，湖中島嶼總面積108平方公里，湖水自納爾遜河注入。